# 加泰罗尼亚电视台
加泰罗尼亚电视台（简称TVC）是西班牙加泰罗尼亚的公共电视台，1983年开播，为加泰罗尼亚政府所属加泰罗尼亚传媒公司（CCMA）的一部分。该台主要以加泰罗尼亚语播出，自开播以来便从未以西班牙语广播。

## 历史
加泰罗尼亚电视台依据加泰罗尼亚议会第10/1983号法律建立。1983年9月11日（加泰罗尼亚民族日），TVC的第一个频道——TV3试播，1984年1月16日正式开播，为世界上第一个仅以加泰罗尼亚语播出的电视频道。1985年，TVC的播出范围扩充到巴伦西亚、安道尔及北加泰罗尼亚（法国南部加泰罗尼亚语地区）。1986年，TVC总部搬迁至巴塞罗那附近的圣胡安德斯皮。
1988年，TVC开播了对阿兰山谷播出的阿兰方言（一种奥克语方言）节目。次年，TVC开设了新闻部，以及塔拉戈纳、赫罗纳和莱里达分支。
2002年，加泰罗尼亚电视台开始在当地地面数字电视系统播出。

## 频道一览
- TV3/TV3 HD：主频道，综合频道，主要播出新闻、娱乐及影视，也会转播西甲赛事。
- El 33（英语：El 33）：旧称“Canal 33”，以文化和纪录片为主。与Super3共用一个频道播出，播出时间为21:30-次日6:00。1992年巴塞罗那奥运会期间，TVC与西班牙电视台（TVE）合作，使用该频道播出奥运赛事。[2]
- Super3（英语：Super3）：旧称“K3”，青少年频道。与El 33频道共用一个频道播出，播出时间为6:00-21:30。
- 3/24（英语：3/24）：24小时新闻频道。
- Esport3（英语：Esport3）：体育频道，2011年由33频道的体育节目拆分而来。
- TV3CAT（英语：TV3CAT）：国际卫星频道，内容来自TV3和El 33。